# Corte Suprema de Israel

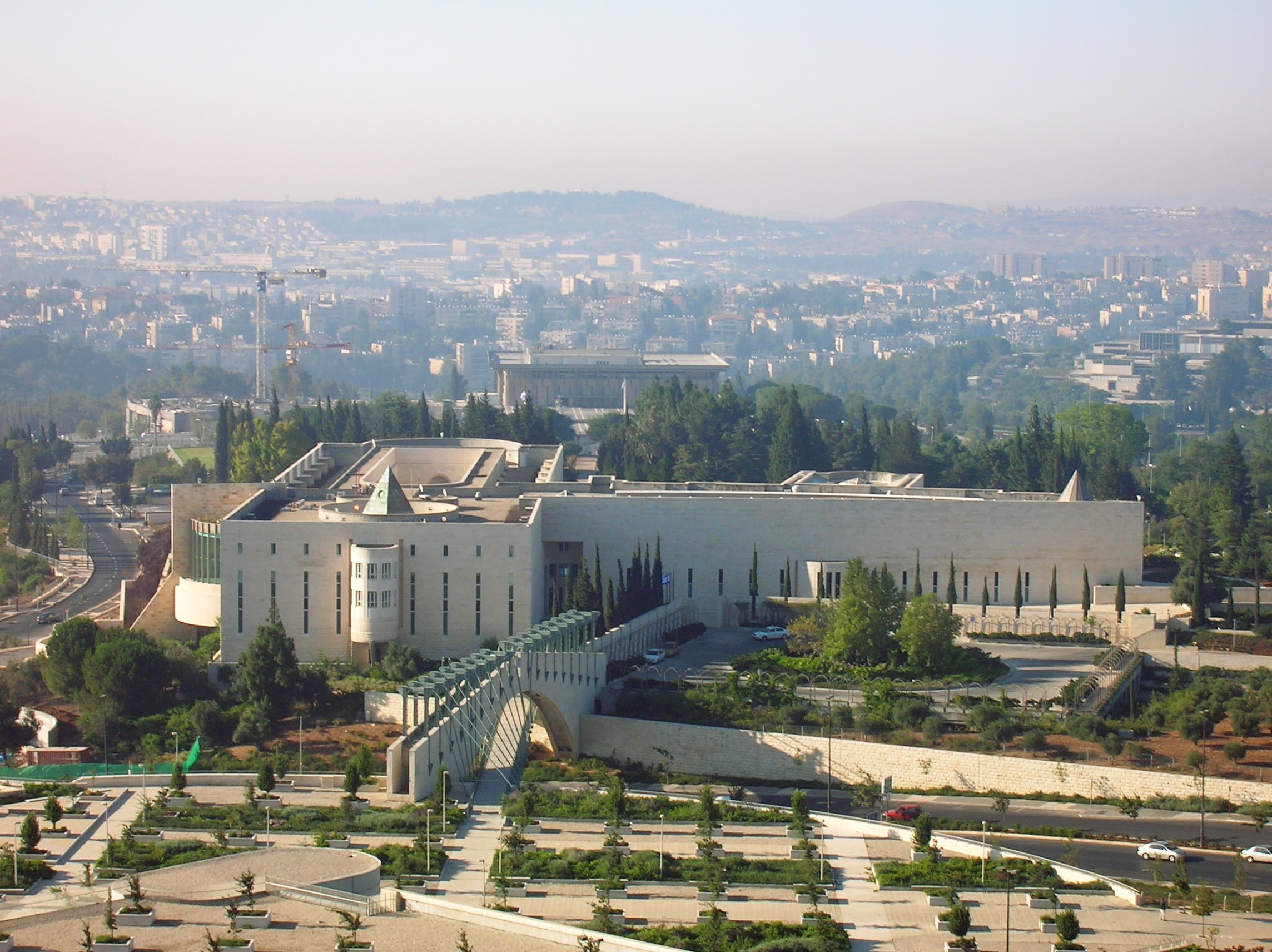

La Corte Suprema o Tribunal Supremo (en hebreo: בית המשפט העליון, Beit haMishpat ha'Elyon) es la máxima instancia judicial del Estado de Israel. Tiene su sede en Jerusalén, capital del país. Su competencia territorial abarca todo el Estado. 
Una decisión de la Corte Suprema es vinculante para todos los tribunales, con excepción de la Corte Suprema misma. Se trata del principio de precedente vinculante (stare decisis) propio de los sistemas de Derecho anglosajón.
Desde el 15 de enero de 2017, la Corte Suprema de Israel es presidida por Esther Hayut, quien sucedió a Miriam Naor.